# Confession de ma vie
Confession de ma vie est un livre autobiographique d'Angelika Aürora Rümelin, qui fut la compagne de Leopold von Sacher-Masoch. Sacher-Masoch l'épouse en 1873. Le couple a trois enfants, l'un d'eux meurt en bas âge. Elle vit et écrit son roman autobiographique sous le pseudonyme de Wanda. « Courtisane malgré elle » et « infirmière » d'après Jean-Paul Corsetti. Elle sera, nous dit Gilles Deleuze « sa compagne à la fois docile, exigeante et dépassée ». Pour Gilles Deleuze toujours : « le livre de Wanda est fort beau ».

## Préface
À la fin de sa préface Jean-Paul Corsetti conclut : 

« Pourtant, malgré l'authenticité à maints égards suspecte de cette confession, la revendication littéraire du livre nous porte vers une autre lecture et en désigne l'originalité : Confession de ma vie sanctionne la fin du roman vécu avec Leopold, tout comme il nous livre les clefs d'un imaginaire. En effet, ce n'est pas Angelika Aurora Rümelin qui le signe mais bien Wanda, c'est-à-dire la dernière incarnation de La Vénus à la fourrure nous contant la genèse et l'histoire de son personnage… »

## Polémiques
Dans le numéro de juillet 1906 du Mercure de France figurait un résumé des confessions de Wanda von Sacher-Masoch. Quelque temps plus tard, un certain Lessing, dans un article de Die Gegenwart, s'élevait contre le livre dans une défense à la mémoire de Leopold von Sacher-Masoch. Cet article fut repris dans le Mercure de France : « Ces honteuses pseudo-mémoires qui livrent à la stupide curiosité d'un public libidineux, l'âme altière d'un mort impuissant à se défendre etc. »
Lessing ne fut pas le seul. La polémique fut reprise par Gabrielle Reuter et par Hulda Meister, seconde femme de Sacher-Masoch avec laquelle il vécut jusqu'à sa mort en 1895.

## Les Confessions de Wanda

### Le contrat
C'est une communication orale puis épistolaire, et enfin un contrat, qui régit leurs relations. Il faut que le rituel amoureux soit scellé par le contrat.

### Biographie

#### Rencontre
Aürora Rümelin est marquée par une première scène dans son enfance.  Un père inactif, une mère qui pleure au bord du lit et ces paroles prononcées par son père : 
« N'aie  pas peur, ça ne fait pas mal; on allume un grand feu dans la cheminée, on ferme portes et fenêtres - nous nous endormons - et nous ne nous réveillons plus - »
Aürora est placée au couvent. Barricadée portes et fenêtres à grand renfort de prières. Privée de sa mère elle dit avoir mis Dieu à sa place. À huit ans, elle retourne vivre auprès de ses parents. 
Un jour en l'absence de sa mère elle surprend son père avec une prostituée dans la maison familiale. Son père abandonne définitivement la famille. Elles ne le reverront jamais. Proche de la religion elle finit par s'en éloigner définitivement. Il s'ensuit une période de grande pauvreté. Elles vendent leur linge et gardent l'indispensable.  Elles souffrent terriblement de la faim et ne survivent que grâce à des petits boulots de couture.  Aürora se disait torturée par la faim, avoir la fièvre de la faim. Elle faisait les boîtes à ordures en quête du moindre morceau de pain. Et elles vivaient sans électricité.
Un jour Madame Frischauer lui apporte un livre. Il s'agit du Legs de Caïn, l'ouvrage de Sacher-Masoch, dont madame Frischauer est fan. Berhold Frischauer, son fils ne le quitte jamais et madame Frischauer prétend que Masoch fascine toutes les femmes.

« Vous ne connaissez pas Sacher-Masoch me répondait-elle ? Son conte bleu du bonheur c'est la Vénus à la fourrure, il lui faut une femme qui le traîne sous le joug, qui l'enchaîne comme un chien et qui lui donne des coups de pied quand il se permet de grogner… »

Aürora est persuadée que son interlocutrice se trompe.  Du reste une autre, Madame Wieser, parle de la pureté des rapports de l'écrivain.
Mais Madame Frischauer insiste très lourdement « Voulez-vous parier avec moi que c'est la femme la plus méchante et la plus réprouvée qui lui serait la plus chère ? »
En attendant, Madame Frischauer, entretient une correspondance épistolaire avec Sacher-Masoch et à chaque lettre l'écrivain « se jette à ses pieds et la supplie de couvrir son esclave de chaînes. »
Aurora se rend compte que madame Frischauer a mieux jugé Masoch. Et dans un premier temps Aurora Rümelin se désintéresse de Sacher Masoch. Mais poussée par madame Frischauer, elle finit par céder et le rencontre.
Elle entame, à son tour, une relation épistolaire avec Sacher Masoch. Elle tombe sous le charme de la plume de l'écrivain.

« Il avait un double idéal de femme, un bon et un mauvais, qui se disputaient dans son esprit.(...) Il préférait se voir ruiner par un beau démon que de s'ennuyer avec une femme soi-disant vertueuse.(...) Il est si modeste presque humble... »

Poussée par Léopold, Aurora écrit quelques nouvelles que Masoch fait publier dans un journal de Vienne. Elle reçoit une lettre qui contenait dix florins, son feuilleton est imprimé. Enfin sortie de la misère. Était-ce possible écrit-elle : « Ne pas mourir jeune dans la pauvreté et l'abandon, assurer les vieux jours de ma mère, chasser le vide de ma vie, tout cela possible !» Elle est sous le choc.
Ils se marient ont plusieurs enfants. Aurora épouse un écrivain renommé, encensé, celui qui lui permettra de devenir à son tour écrivaine. Sacher, lui, épouse celle qui devra incarner Wanda : la Vénus à la fourrure. L'une comme l'autre seront déçus.

#### Séparation
Lorsqu'elle redevient Aürora Rümelin elle écrit :
« Libre ! Délivrée du tourment de dix années !... M'appartenir de nouveau à moi ne jamais plus mettre une fourrure, ne jamais plus tenir un fouet et ne jamais plus entendre dire le mot Grec !... Comme une lourde armure portée durant de longues années, qui m'avait comprimée gênée dans les mouvements naturels de mon corps et menacée de me mutiler. »

### Extraits du contrat
« Vous êtes entre mes mains un instrument aveugle, qui accomplit tous mes ordres sans les discuter. Au cas où vous oublieriez que vous êtes mon esclave et où vous ne m’obéiriez pas en toutes choses absolument, j’aurai le droit de vous punir et de vous corriger selon mon bon plaisir, sans que vous puissiez oser vous plaindre… »

« Vous ne serez ni un fils, ni un frère, ni un ami ; vous ne serez ainsi rien que mon esclave gisant dans la poussière… »

« La plus grande cruauté m’est permise et, si je vous mutile, il vous faudra le supporter sans plainte. Vous devrez travailler pour moi comme un esclave et, si je nage dans le superflu en vous laissant dans les privations et en vous foulant aux pieds, il vous faudra baiser sans murmurer le pied qui vous aura foulé… »